# Ghat (Libye)
Pour les articles homonymes, voir Ghat.
Ghāt (en tamasheq: ⵗⵜ, en arabe : غات) est une oasis saharienne située au sud-ouest de la Libye, dans le Fezzan, sur les contreforts du mont Koukoumen (667 m) dans le Tassili n'Ajjer, à proximité de la frontière avec l'Algérie, et de l'oasis algérienne voisine de Djanet. C'est le chef-lieu de la chabiyah de Ghat.

## Histoire

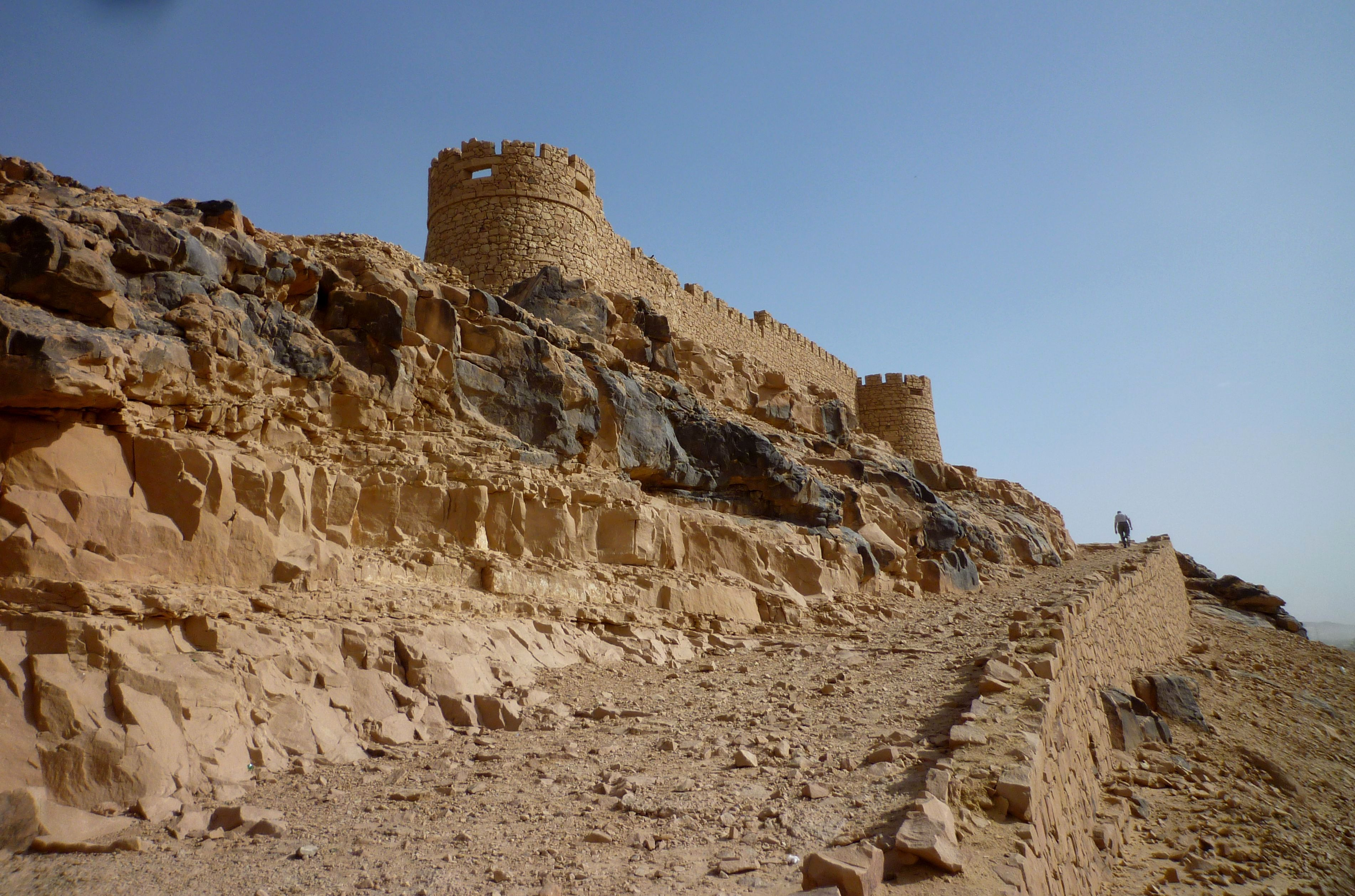
Forteresse de Ghat

Ghat est une étape importante du commerce caravanier transsaharien. Elle est traditionnellement un bastion de la confédération touareg des Ajjers centrée sur le massif du Tassili n'Ajjer, au sud-ouest de la Libye et au sud-est de l'Algérie actuelles. La voie orientale relie le golfe de Gabès, la Tripolitaine, à Ghadamès, puis de là, l'émirat de Kano, et les royaumes tchadiens du Ouadaï et du Bornou. 
Aux premiers siècles du christianisme, elle fut occupée par les romains.
Les Ottomans, qui ont une autorité nominale sur le Fezzan, renforcent leur présence dans la région au début du XXe siècle en réaction aux poussées des Européens en Afrique. En 1905, les Turcs installent une garnison à Ghat et mènent quelques escarmouches contre les méharistes français, poussant jusqu'à Djanet. La guerre italo-turque de 1911 sonne le glas des ambitions ottomanes dans la région, les Français en profitent pour définitivement occuper Djanet en novembre 1911. Mais avant de partir, les Ottomans ont donné des fusils modernes aux tribus touaregs, ce qui les aide à opposer une résistance aux colonisateurs. Une bataille a lieu à 20 km au sud de Ghat en avril 1913 entre une troupe de 40 méharistes français (en fait des guerriers arabes Châamba) et une harka de 250 touaregs Ajjer. Les Français parviennent à se dégager par une charge à la baïonnette, mais doivent rejoindre leur base située à 120 km à pied, leurs montures ayant été massacrées,. 
L'Italie occupe une première fois Ghat entre le 12 août et le 23 décembre 1914, mais la garnison doit évacuer les lieux et se réfugier en territoire français sous la pression de la confrérie Senoussi. Ils ne reviennent dans l'oasis qu'en février 1930 et entreprennent une remise en état de l'ancienne forteresse turque de Koukoumen qui domine la ville.
Durant la Seconde Guerre mondiale, Ghat est occupée par les Français le 23 janvier 1943 qui créent le territoire du Fezzan administré par les autorités militaires. Ghat est détachée de cet ensemble et est provisoirement reliée administrativement et militairement à l'annexe de Djanet en Algérie dans le cadre du Territoire des Oasis jusqu'au 1er janvier 1952, date d'entrée en vigueur de la résolution de l'ONU accordant l'indépendance à la Libye.

## Tourisme

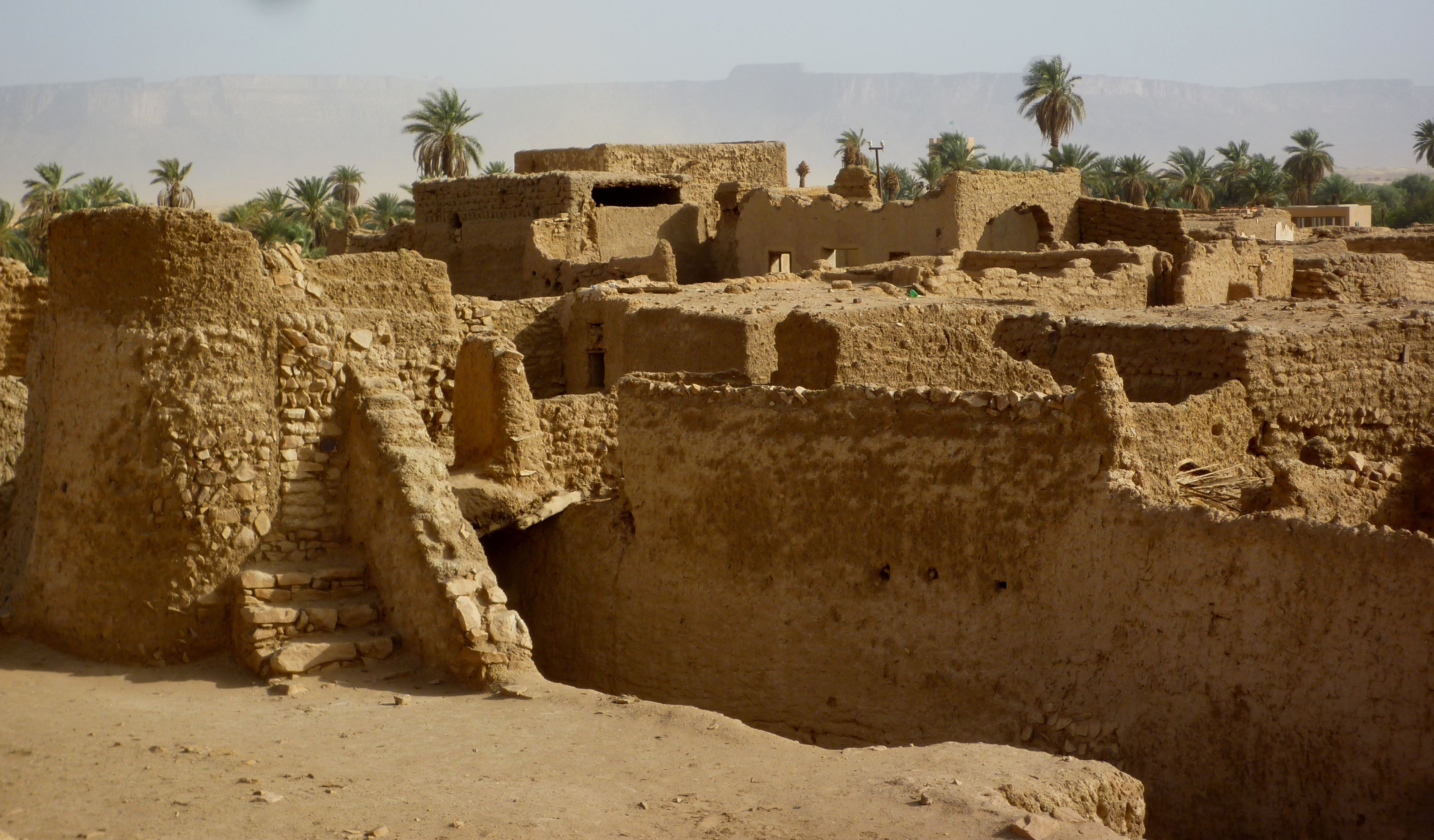
La medina de Ghat

Ghat est devenue une destination touristique importante grâce à la proximité du désert du Tadrart Acacus célèbre pour ses pétroglyphes et peintures rupestres ainsi que la beauté de ses paysages. Dans la ville elle-même, la forteresse de Ghat ainsi que la médina peuvent se visiter.
Le festival touareg de Ghat s'y déroule chaque année à la fin du mois de décembre.
L'aéroport de Ghat est desservi par Ghadames Air Transport à partir de Sebha.